# Ямамія-Мару
Ямамія-Мару — транспортне судно, яке під час Другої світової війни брало участь у операціях японських збройних сил на Тихому океані. 
Судно спорудили в жовтні 1943 року на верфі Kawaminami Kogyo для компанії Yamashita Kisen. При цьому вже у листопаді того ж року судно реквізували для потреб Імперської армії Японії. 
29 грудня 1943-го – 9 січня 1944-го «Ямамія-Мару» пройшло з японського порту Моджі до Маніли, а 12 січня вийшло звідси в конвої H-13 до острова Хальмахера (північна частина Молуккських островів), який досягнув пункту призначення 21 січня. 30 січня – 5 лютого «Ямамія-Мару» пройшло з іншим конвоєм назад до Маніли.
Станом на кінець березня 1944-го судно знову було на острові Хальмахера, звідки 28 березня вийшло в конвої, що прямував на Амбон (південна частина Молуккських островів), а вже 3 квітня опинилось у порту Кендарі (південно-східний півострів острова Сулавесі).
У середині червня 1944-го «Ямамія-Мару» в черговий раз перебувало на острові Хальмахера. 23 червня воно вийшло звідси в конвої, що рухався у північному напрямку. За дві години після настання 25 серпня в районі за півтори сотні кілометрів на північний захід від острова Моротай японський загін атакував підводний човен USS Bashaw, який зміг торпедувати «Ямамія-Мару». На судні загинуло 42 моряка, проте воно не затонуло. Інший транспорт конвою «Сінтен-Мару» (Shinten Maru) узяв «Ямамія-Мару» на буксир та 29 червня зміг довести його до острова Сангіхе (острови Талауд на межі Молуккського моря та моря Сулавесі), де пошкоджене судно посадили на мілину та покинули.
2 липня 1944-го з Амбону вийшов есмінець «Хокадзе», що мав завдання забрати з Сангіхе 118 вцілілих з «Ямамія-Мару». 5 липня він прибув до Сангіхе і наступної доби полишив цей острів. Втім, невдовзі «Хокадзе» був торпедований та потоплений іншим американським підводним човном USS Paddle. Допоміжним кораблям вдалось врятувати лише 49 осіб, що раніше перебували на «Ямамія-Мару».